# Tord Asle Gjerdalen

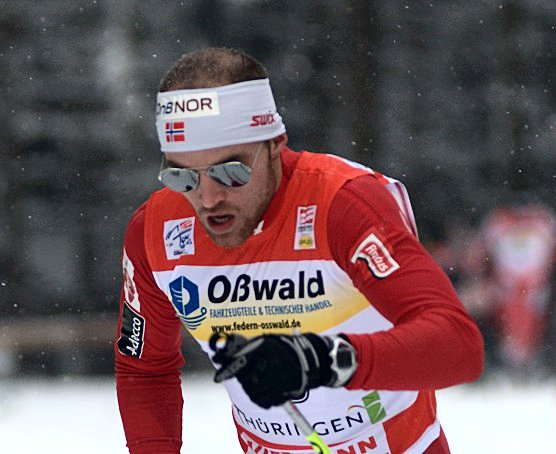
Tord Asle Gjerdalen unde ett Tour de Ski-lopp i Oberhof i Thüringen, Tyskland i januari 2010.

Tord Asle Gjerdalen, född den 3 augusti 1983, är en norsk längdskidåkare.

## Karriär
I sin tidiga karriär slutade han som nia i 30 km-tävlingen vid junior-VM 2003. Han debuterade i världscupen i februari 2004 i Trondheim, där han slutade på plats 67 i sprintloppet. Han tävlade även i 50 km i Oslo samma månad, där han slutade på plats 50. I ett Marathon Cup-lopp i mars 2005 i Mora slutade han som sexa. Redan vid världscuppremiären 2005–2006 i Beitostølen, i november 2005, samlade Asle sina första världscuppoäng med en tolfte plats i 15 km-tävlingen. Han följde upp med en trettonde och en femtonde plats i december, i Canmore respektive Nové Město. I januari 2006 i Lago di Tesero slutade Asle för första gången bland de tio bästa, med en sjunde plats på 30 km. Gjerdalens individuellt bästa placering är en fjärdeplats i jaktstart från Falun i mars 2006. Han slutade bland de fem bästa för första gången. I olympiska vinterspelen 2006 slutade han på sjuttonde plats i jakten 2 × 15 km och femtonde i 50 km fristilstävling.  Han blev också en del av det norska landslaget för längdskidåkning. Asle hade erbjudits en lagplats två gånger tidigare, men tackade nej båda gångerna, eftersom det skulle störa hans medicinstudier.
I Världscupen i längdåkning 2006/2007 tävlade han inte ofta. Med undantag för stafettävlingar var hans bästa placering tionde på 50 km i Holmenkollen i mars 2007. I världscupen 2007–2008 öppnade han dock med en sjundeplats i Beitostølen, och noterade en niondeplats i Rybinsk, precis innan Tour de Ski. Han presterade bra här, med två fjärdeplatser, en sjätteplats och en niondeplats, och han hamnade på fjärde plats i den totala ställningen. Han tog en elfte och en sextonde plats i januari 2008 i Canmore, och slutade på prispallen för första gången. Han blev tvåa både i Falun i februari och Bormio i mars. Han slutade elfte i sitt sista lopp för säsongen.
Under världscupsäsongen 2008/2009 var han mer instabil. Han slutade femma i La Clusaz i december 2008, men noterade också en 58:e, 47:e och 36:e plats. I Tour de Ski 2008/2009 var en tolfte plats hans bästa prestation, och han slutade på plats 23 totalt. En sjätteplats i Rybinsk i januari 2009 följde, och vid nordiska skid-VM 2009 slutade han fjortonde i jakten 2 × 15 km och tjugonde i 50 km fristil. Resten av hans världscupvisningar den säsongen, inklusive världscupfinalen i Sverige, var dåliga. Han inledde världscupsäsongen 2009–2010 med ett stafettlopp i Beitostølen.
Vid vinter-OS 2010 slutade Gjerdalen på plats 19 i 30 km blandad jakt och plats 28 i 15 km.
Vid världsmästerskapen i Oslo 2011 fick Gjerdalen en bronsmedalj i herrarnas 50 km fristil och en guldmedalj i herrarnas 4 × 10 km stafett, och han tävlade den tredje etappen för Norge.
Han vann Marcialonga 2015, 2016 och 2017. I mars 2021 vann han Vasaloppet på ny rekordtid och blev den första åkaren under drömgränsen 3,5 timmar med tiden: 3.28.18.